# Dmitri Sergejewitsch Schitikow
Dmitri Sergejewitsch Schitikow (russisch Дмитрий Сергеевич Шитиков; * 21. Januar 1986 in Tjumen, Russische SFSR) ist ein russischer Eishockeyspieler, der seit Juli 2018 beim HK Arlan Kökschetau unter Vertrag steht.

## Karriere
Dmitri Schitikow begann seine Karriere als Eishockeyspieler in der Jugend des HK ZSKA Moskau, für dessen zweite Mannschaft er von 2001 bis 2004 in der drittklassigen Perwaja Liga aktiv war. Anschließend spielte der Angreifer in der Saison 2004/05 für den HK Dinamo Minsk in der belarussischen Extraliga sowie Amur Chabarowsk in der zweiten russischen Spielklasse, der Wysschaja Liga. Daraufhin wurde der Linksschütze vom HK Dynamo Moskau aus der russischen Superliga verpflichtet, mit dem er 2006 den IIHF European Champions Cup nach einem Finalsieg über Kärpät Oulu aus der finnischen SM-liiga gewann. Zudem gewann der Linksschütze 2008 mit Dynamo, für den er ab der Saison 2008/09 in der neu gegründeten Kontinentalen Hockey-Liga auf dem Eis stand, den Spengler Cup.

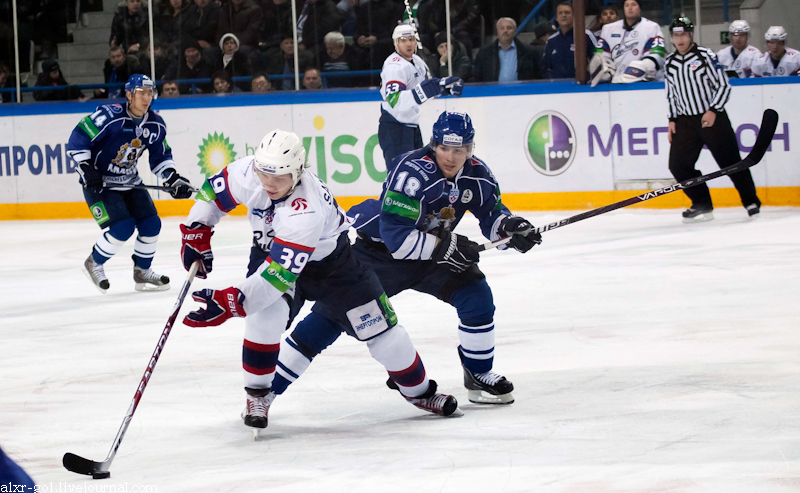
Dmitri Schitikow (re.) und Stepan Sannikow (2011)

2010 wechselte er zum SKA Sankt Petersburg und kam dort in 29 KHL-Spielen zum Einsatz. Gegen Ende der Hauptrunde wurde er in das Farmteam, den HK WMF Sankt Petersburg, in die Wysschaja Hockey-Liga geschickt und bestritt dort auch die Playoffs. Ende Juni 2011 wurde Schitikow von Atlant Mytischtschi verpflichtet, aber im September des gleichen Jahres an Sewerstal Tscherepowez abgegeben. Im Dezember 2011 wurde er erneut innerhalb der KHL transferiert, diesmal zu Amur Chabarowsk. Für Amur spielte er bis Januar 2013, ehe er kurz vor den Play-offs der Saison 2012/13 im Tausch gegen Anton Malyschew an den HK Sibir Nowosibirsk abgegeben wurde. Nach Saisonende wurde Schitikow gegen Nikita Dwuretschenski vom HK Witjas eingetauscht. Beim HK Witjas spielte Schitikow bis zum Ende der Saison 2016/17.

### International
Für Russland nahm Schitikow an den U18-Junioren-Weltmeisterschaften 2003 und 2004 teil.

## Erfolge und Auszeichnungen
- 2003 Bronzemedaille bei der U18-Junioren-Weltmeisterschaft
- 2004 Goldmedaille bei der U18-Junioren-Weltmeisterschaft
- 2006 IIHF-European-Champions-Cup-Gewinn mit dem HK Dynamo Moskau
- 2008 Spengler-Cup-Gewinn mit dem HK Dynamo Moskau
- 2010 Spengler-Cup-Gewinn mit dem SKA Sankt Petersburg

## KHL-Statistik
(Stand: Ende der Saison 2010/11)